# Миграция чешуекрылых
Миграция чешуекрылых (от лат. лат. migrans) — передвижение популяции либо отдельных особей чешуекрылых, в ходе которого особи из одной области обитания перемещаются в другую, а затем могут в ряде случаев возвращаться обратно. Миграционное поведение встречается у бабочек нечасто. Оно известно только примерно у 250 видов, причём всего два десятка из них совершают регулярные и продолжительные по расстоянию перелёты.
Мигрирующие бабочки совершают перелёты как в одиночку, так и объединяясь в стаи. Виды, совершающие регулярные миграции, обычно чётко следуют определённому маршруту, который часто совпадает с направлением миграционных путей птиц. Отдельную группу составляют виды, совершающие перелёты нерегулярно, а в зависимости от условий окружающей среды.

## Изучение

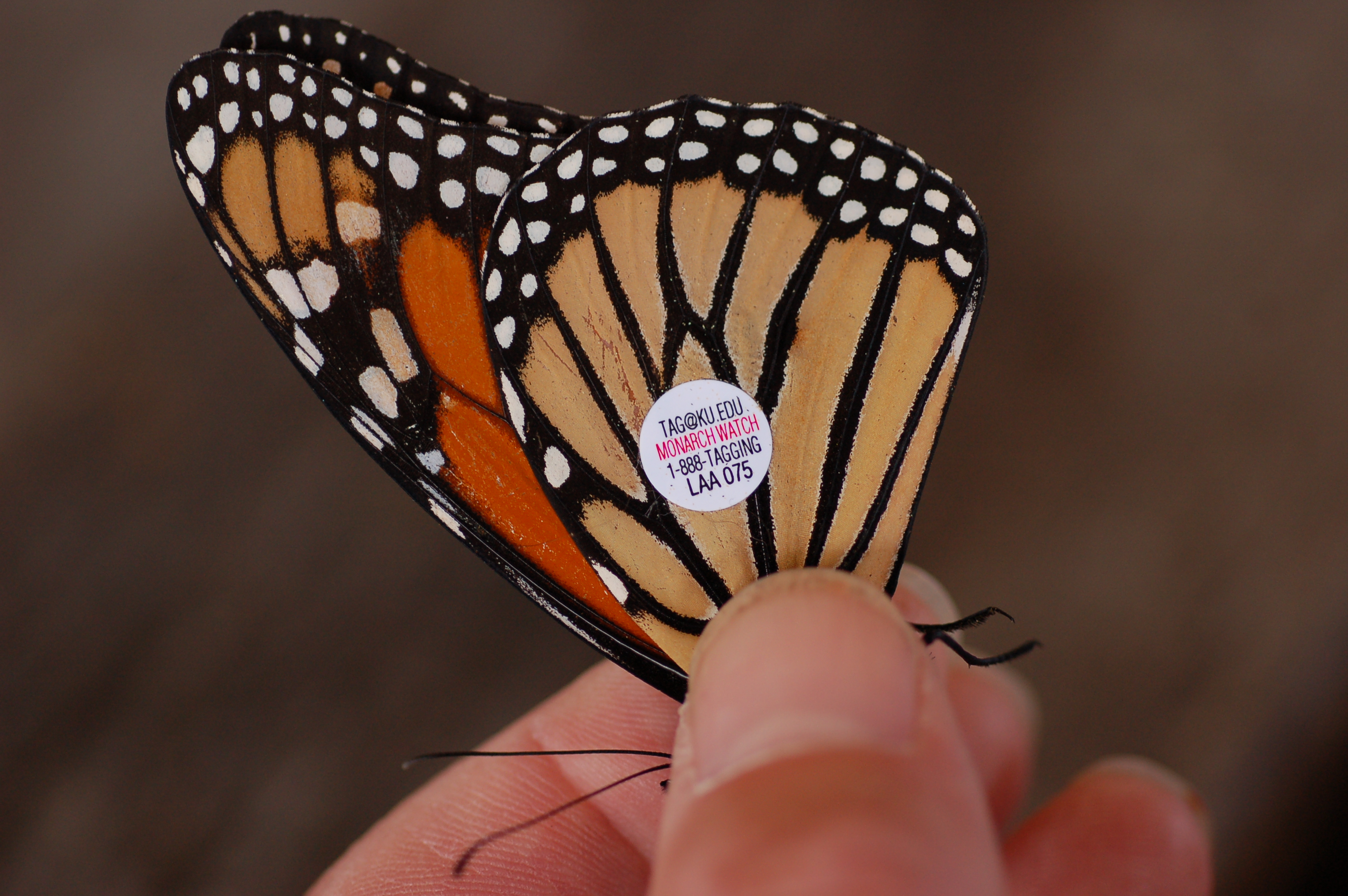
Самец данаиды-монарха с наклеенной на крыло индивидуальной меткой.

Изучением миграций бабочек учёные стали заниматься в середине XX века. С этой целью используется метод, аналогичный тому, который применяется при изучении перелетов птиц — насекомых снабжают специальными метками. Изначально бабочек в Европе помечали масляными красками, разведёнными в цапонлаке — на нижнюю сторону крыльев наносили цветные полоски. В различных странах цвет меток отличался — так, в Австрии он был жёлтым, в Швейцарии — красным, в Германии — зелёным, ГДР — светло-голубым и т. д. Каждая станция по изучению перелётов, наряду с общим для своей страны цветом, применяла также и свою особую комбинацию из чёрточек и точек.
В США мигрирующих монархов метят, приклеивая им на крылья очень маленькие этикетки с названием станции и индивидуальными номерами. В Торонто бабочек метят, пробивая им в крыльях маленькое отверстие, в которое вставляют этикетку, которую перегибают через жилку крыла и склеивают края.
Кроме индивидуальных меток, для изучения миграций бабочек используют также и массовые — например, радиоактивные изотопы, которые наносят на бабочек в местах их скоплений (например, во время зимовок). Ещё одним методом является анализ ДНК мигрирующих особей, позволяющий определить принадлежность бабочек, пойманных на различных участках миграционных путей, к той или иной популяции.

## Северная и Южная Америка

### Данаида монарх

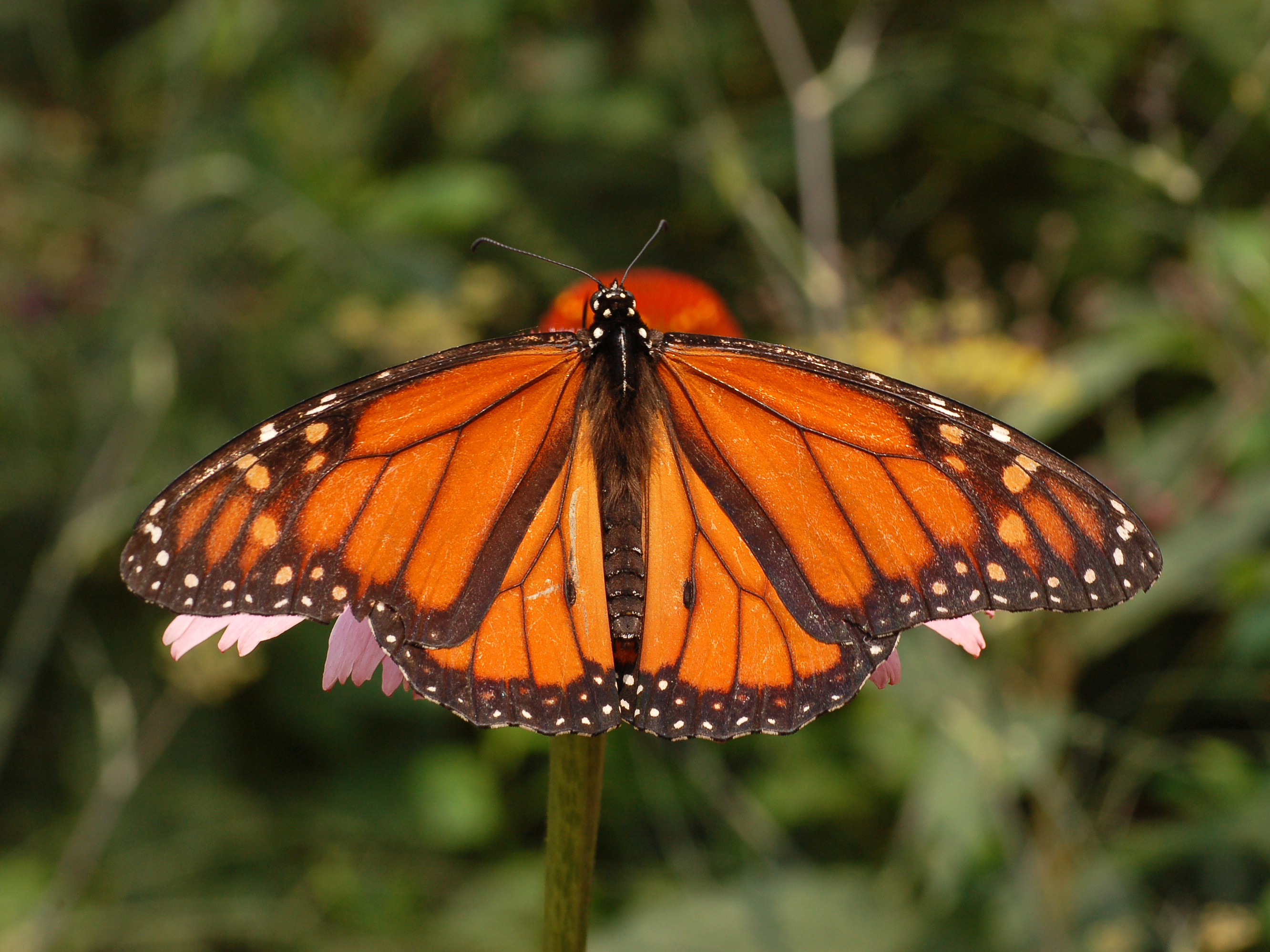
Самец монарха

Схема маршрута миграции монарха

Данаида монарх (Danaus plexippus) — самая известная мигрирующая бабочка, ежегодно в ходе миграции преодолевающая большие расстояния. В Северной Америке данаиды-монархи мигрируют в южном направлении, начиная с августа до первых заморозков. Северные особи мигрируют в весенний период. Оплодотворённые самки  в ходе миграции откладывают яйца. из которых выводится следующее поколение бабочек. К концу октября большинство особей из районов, расположенных восточнее Скалистых гор, мигрируют в убежище в «биосферный заповедник Марипоса-Монарка» (заповедник бабочки монарха), находящийся в мексиканском штате Мичоакан. На отдельных деревьях скапливается до 100 000 особей одновременно, а общее число мигрирующих особей может достигать 50 миллионов. В течение миграции бабочки преодолевают расстояние свыше четырех тысяч километров. Продолжительность перелёта намного больше обычного времени их жизни: родившиеся в начале лета бабочки живут около двух месяцев, чего не хватает для миграции до точки назначения. Последнее летнее поколение вступает в диапаузу и перестаёт размножаться, после чего особь может прожить до семи месяцев. В это время бабочки долетают до одного из множества мест, где они могут зимовать. Не производят потомства, пока не покинут место зимних скоплений в феврале и марте. 
В ходе весенней миграции монарх летит от дальнего севера через восток Скалистых гор в штат Оклахома и в Техас. Второе, третье и четвёртое поколения весной возвращаются в северные районы США и Канады.
Как различным поколениям удаётся вернуться в ходе миграции на юг, туда, где зимовали их предки, до сих пор остаётся загадкой для учёных.
Монархи, обитающие в Южной Америке, также совершают ежегодные весенне-осенние миграции. Однако мигрируют они осенью на север - к экватору, а весной возвращаются на юг. Обитая в тропическом поясе, данные популяции размножаются на протяжении всего года.

### Другие виды
Некоторые виды ураний (Uraniidae), обитающие в Южной и Центральной Америке, могут образовывать нерегулярные миграционные скопления в определенные годы. Исследования показывают, что причиной подобных нерегулярных миграции является увеличения токсичности кормовых растений рода Omphalea в некоторых регионах.

## Азия

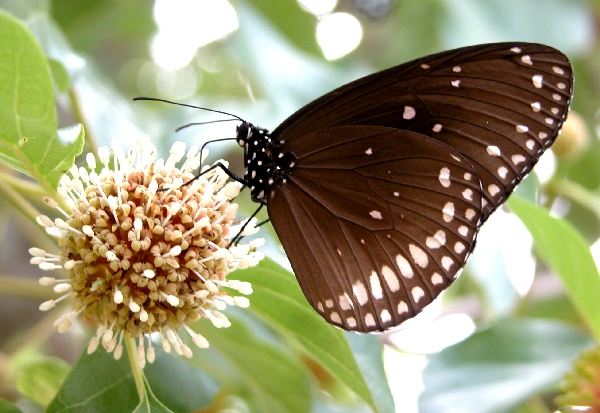
Euploea sylvester

В Индии виды Euploea core, Euploea sylvester и Tirumala septentrionis дважды в год мигрируют между Западными Гхатами и Восточными Гхатами, преодолевая расстояние в 350—400 км.

## Африка
Среди африканских бабочек самые длинные миграции совершает белянка Catopsilia florella. Каждый год с декабря по февраль бабочки из засушливых областей Сахеля улетают на юг в Заир, с началом сезона дождей и появлением множества цветов, обеспечивающих бабочек пищей. С наступлением сухого сезона бабочки мигрируют назад в Сахель.
На Мадагаскаре миграции совершает мадагаскарская урания (Chrysiridia rhipheus) — эндемик острова. Бабочки мигрируют географически изолированными друг от друга популяциями в места произрастания кормовых растений из рода Omphalea — с западной части острова, где произрастают три вида кормовых растений O. ankaranensis, O. occidentalis и O. palmata, на восточную часть, где произрастает O. oppositifolia.

## Австралия и Океания

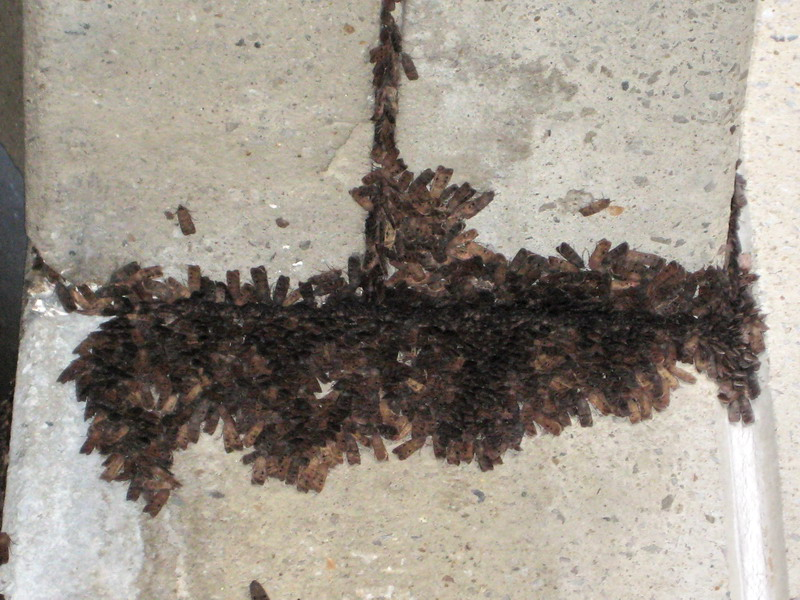
Австралийские совки Agrotis infusa во время зимовки в Австралийских Альпах.

В Австралии регулярные миграции совершают совки вида Agrotis infusa. Обитают и размножаются они на территории центральной части Восточной Австралии — на юге Квинсленда и в Новом Южном Уэльсе. Зимой, с наступлением более жарких климатических условий и связанным с этим выгоранием кормовой растительности, бабочки мигрируют в более прохладный регион — в горы Австралийских Альп на юго-восточной окраине континента. Во время миграции они преодолевают расстояние более 1000 км. Добравшись до горных ущелий и пещер, в которых проходит зимовка, совки образуют в них скопления. В этот период они не питаются. Концентрация бабочек в пещерах может достигать 17 000 особей на 1 м². Осенью совки мигрируют обратно на равнины Квинсленда, где размножаются.

## Европа

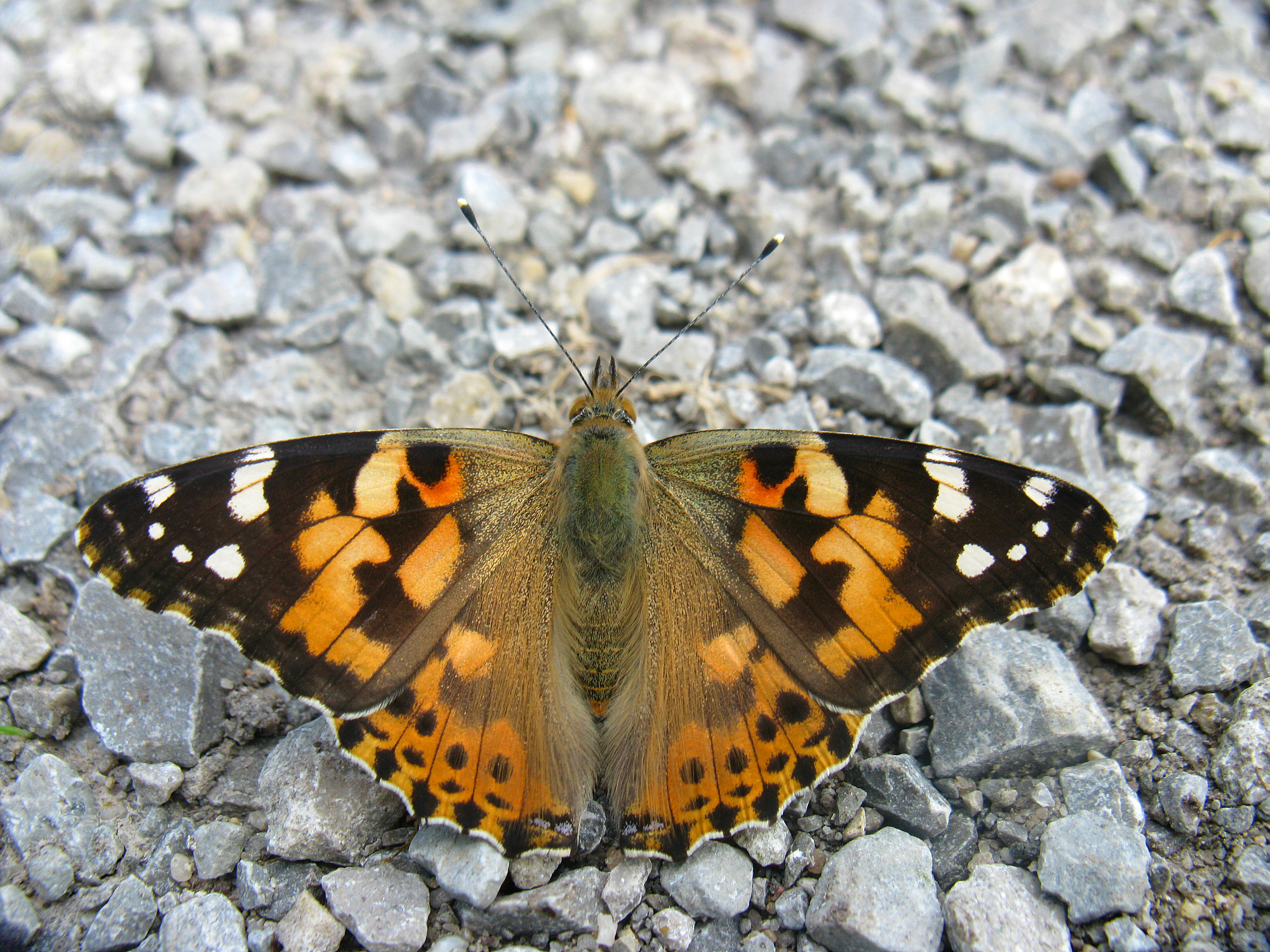
Репейница.

Схема маршрута миграции репейницы в Европе.

К миграциям способны и европейские виды: например, репейницы зимуют в Северной Африке, где они размножаются, и новое поколение репейниц мигрирует на север, где выводится летнее поколение бабочек. В конце лета бабочки этого поколения мигрируют обратно в Африку. Весной цикл повторяется снова. При миграциях репейницы летят группами, со скоростью 25—30 км/ч, и могут преодолевать до 500 км в день. Общая протяжённость их перелёта достигает 5000 км. Репейницы, обитающие в Северной Америке и Австралии, также совершают осенне-весенние миграции, но маршруты этих миграций иные.
Другую группу составляют виды, совершающие перелёты нерегулярно, а в зависимости от условий. Это траурница, адмирал, крапивница, капустница, махаон. Все эти виды обитают и размножаются в Средней и Северной Европе, но в данные регионы летом регулярно мигрируют особи из южных районов. Другую группу составляют виды (например, бражник мёртвая голова, олеандровый бражник), совершающие ежегодные миграции из южный регионов — Северная Африка, Турция  — в Центральную и Восточную Европу, где они оставляют потомство, в большинстве случаев погибающее зимой. А весной в эти регионы снова мигрирует новое поколение с юга. Передвижения данных видов в умеренные широты скорее можно считать рассеивающим, чем миграционным.

## В литературе
Владимир Набоков дал такое описание миграции белянок и репейниц.

Движется по синеве длинное облако, состоящее из миллиона белянок, равнодушное к направлению ветра, всегда на одном и том же уровне над землёй, мягко и плавно поднимаясь через холмы и опять погружаясь в долины, случайно встречаясь, может быть, с облаком других бабочек, жёлтых, просачиваясь через него без задержки, не замарав белизны, и дальше плывя, а к ночи садясь на деревья, которые до утра стоят как осыпанные снегом, — и снова снимаясь, чтобы продолжить путь. Куда? Зачем? Природой ещё не доказано или уже забыто. "Наша репейница… в отличие от родственных ей видов, не зимует в Европе, а рождается в африканской степи… Оттуда без промедления она пускается в северный путь, ранней весной достигая берегов Европы, вдруг на день, на два оживляя крымские сады и террасы Ривьеры; не задерживаясь, но всюду оставляя особей на летний развод, поднимается дальше на север и к концу мая, уже одиночками, достигает Шотландии, Гельголанда, наших мест, а там и крайнего севера земли: её ловили в Исландии! Странным, ни на что не похожим полётом, бледная, едва узнаваемая, обезумелая бабочка, избрав сухую прогалину, «колесит» между лешинских елок, а к концу лета, на чертополохе, на астрах, уже наслаждается жизнью её прелестное, розоватое потомство. «Самое трогательное, — добавлял отец, — это то, что в первые холодные дни наблюдается обратное явление, отлив: бабочка стремится на юг, на зимовку, но разумеется гибнет, не долетев до тепла». — Владимир Набоков — «Дар»